# فوکر تی.۸
فوکر تی.۸ (انگلیسی: Fokker T.VIII) یک هواپیمای ساخت فوکر است .